# Canto beneventano

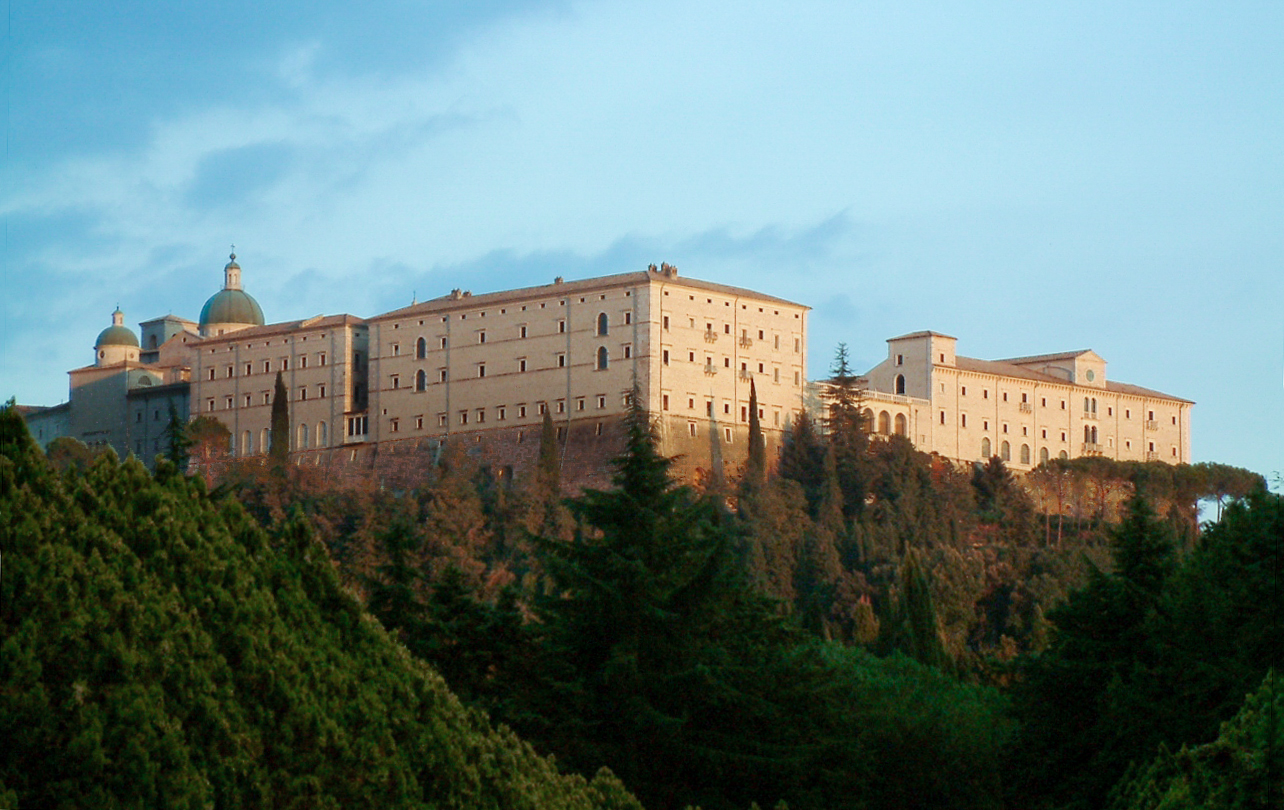
Abadia de Monte Cassino

O canto beneventano é um cantochão de poucas notas surgido na região sul da Itália, mais precisamente nas áreas de Benevento e Monte Cassino.  É um canto monódico, litúrgico, pré-gregoriano, tendo se desenvolvido desde o final do século VII, que atingiu o seu auge criativo nos séculos VIII e IX e teve sua abolição decretada em meados do século XI (embora ele tenha sido transcrito apenas no século X).
A região, então nas dependências do Ducado de Benevento, desenvolveu sua própria cultura, identificada com uma característica conhecida como escrita beneventana, usada por séculos e aperfeiçoada pela Abadia de Monte Cassino. Local onde o também o canto beneventano foi aperfeiçoado e registrado em Graduais do Século X.
Posteriormente substituído pelo Canto gregoriano, alguns cantos de interesse local permanecem, como o Sábado de Aleluia (em latim, Sabbatum Sanctum) e o Banquete dos Doze Irmãos sagrados. Tais peças foram gravadas pelo grupo de Canto coral húngaro Schola Hungarica no álbum Beneventan Chants, lançado pela gravadora Hungaroton.

## História

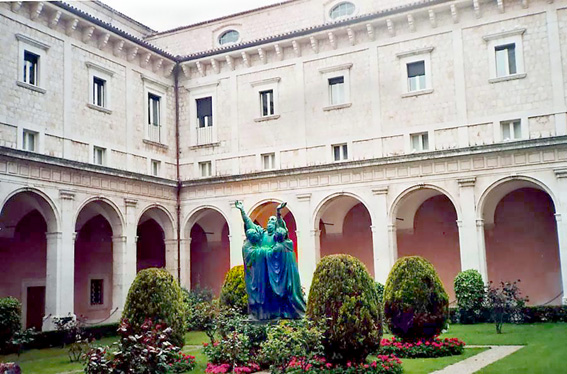
O Claustro - Interior da Abadia de Monte Cassino

Durante a ocupação dos Lombardos nos séculos VII e VIII, um distinto rito e cantochão se desenvolveram em Benevento. Neles incluem-se festejos de muita relevância local, em especial o rito conhecido como Os Doze Irmãos Sagrados de Benevento, cuja origem remonta ao Santuário do Monte de São Miguel Arcanjo, na região do Monte Gargano. Apesar das similaridades com o Canto ambrosiano e com o Rito ambrosiano, o canto desenvolvido em Benevento tem suas próprias características.
Em 1058, o rito e o canto beneventano tiveram seu uso litúrgico banido pelo Papa Estêvão IX, caindo assim em desuso e, consequentemente, no esquecimento.

## Os Doze Irmãos Sagrados
No dia 1º de Setembro, vigésima-primeira semana do Tempo Comum na liturgia cristã, é celebrado o dia dos Doze Irmãos Sagrados. Foi um grupo de doze homens, cujos corpos foram encontrados em vários lugares da Itália e levados à Benevento em meados do século VIII onde foram declarados mártires.
Os doze irmãos chamavam-se Donatus, Felix, Arontius, Honoratus, Fortunatus, Sabinian, Septimius, Januarius, Vitalis, Sator, Repositus e outro Felix.